# Ebiyo Pupre
Ebiyo Pupre (né en 1972) est un athlète nigérian.

## Palmarès
| Date | Compétition            | Lieu     | Résultat | Épreuve   | Performance |
| ---- | ---------------------- | -------- | -------- | --------- | ----------- |
| 1990 | Championnats d'Afrique | Le Caire | 1er      | 4 x 100 m | 39 s 85     |